# Timothy Zahn

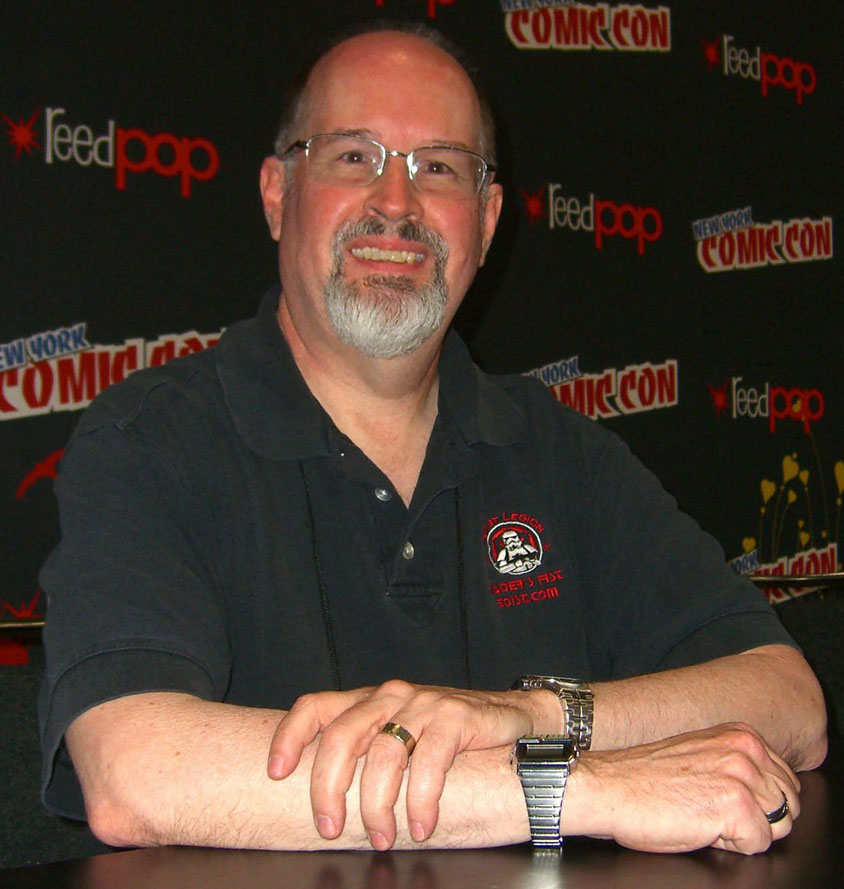
Timothy Zahn na New York Comic Con em 2012.

Timothy Zahn (1 de Setembro de 1951) é um escritor estadunidense de ficção científica e fantasia, mais conhecido pela chamada Trilogia Thrawn da franquia Star Wars. Zahn também fez o roteiro da HQ do personagem Star-Lord da Marvel Comics.